# 古寧伽倻
古寧伽倻（韓語：고령가야）是朝鲜三国时期由伽倻联盟传说的六伽倻之一，在今天大韩民国的庆尚北道尚州市咸昌邑。
星山伽倻前身是伽倻的叫沙伐国的小国发展而来，522年古寧伽倻和新罗结成婚姻关系。出于这个原因，古寧伽倻没有参与538年百济和大伽倻对新罗的进攻。但是，根据《三国史记》和《日本书纪》，562年,古寧伽倻被新罗灭亡，这一年在大伽倻南方被灭。
今天的咸昌金氏的血统起源可以追溯的古寧伽倻的君王。